# 佐久間氏
佐久間氏（さくまし）は、桓武平氏、三浦氏の流れをくむ日本の氏族。家紋は丸の内に三引両。三浦義明の孫・佐久間家村を祖とする。

## 概要
佐久間氏は、三浦義明の三男である義春（）の四男・家村（いえむら）が安房国平群郡狭隈郷（現在の千葉県安房郡鋸南町下佐久間・上佐久間）を領したことに始まる。家村の養子とされる朝盛（和田義盛の孫）は鎌倉幕府に仕えていたが、建暦3年（1213年）の和田合戦に敗れ、越後国奥山荘（現在の新潟県胎内市）に逃れた。その子家盛が承久の乱の功績により上総国夷隅郡（現在の千葉県勝浦市、御宿町）と尾張国愛知郡御器所（ごきそ、現在の愛知県名古屋市昭和区御器所）を恩賞として賜り、そこにその子孫が定住した。

## 尾張佐久間氏
盛通（与六）は家村の十世（あるいは十三代）の孫と伝わっていて、その子孫は御器所、山崎城ほか4家（久六盛重・盛次系、河内守系、奥山氏系、信晴・信盛系）に分かれる。
戦国時代、盛通の孫に当たり一族の総領だった盛重（大学允、盛経の子）とその後を継いだ信盛（信晴の子）は織田信長の重臣として仕えたが、盛重は桶狭間の戦いで戦死、信盛は石山合戦の後の粛清により天正8年（1580年）に追放された。
盛通の末子盛重（久六）の子・盛次の系統は、盛次の長男で柴田勝家の甥でその与力として北陸で戦った金沢城主・盛政がよく知られているが、盛政は賤ヶ岳の戦いの敗戦により捕らえられ刑死する。この敗戦により佐久間氏一族の勢力が没落する。その後、盛政の娘・虎姫が中川秀成（盛政が賤ヶ岳で討ち取った中川清秀の子。後に豊後岡藩主）に嫁ぎ、秀成は四男の内記を盛次の四男・勝之の養子として佐久間家を再興させようとしたが叶わなかった。後に中川資重と勝之の娘との子・平兵衛に新しい佐久間家を興させた。佐久間家は岡藩の客分扱いとして存続していく。
盛政の弟は、盛次の次男・安政が信濃飯山藩3万石の藩祖に、勝之が信濃長沼藩1万8,000石の藩祖にそれぞれなったが、飯山藩は第3代将軍・徳川家光の時代に無嗣断絶となり、長沼藩も第5代将軍・徳川綱吉の時代に不敬断絶となった。なお、後に赦されて勝種の子・盛遠が200俵高で幕臣となった。また、盛次の三男・勝政は柴田勝家の養子となり、江戸時代を通じて旗本として存続している。
信盛の子孫は、信盛の子・信栄（正勝）が赦されて帰参し、その後江戸時代を通じて幕臣として存続していく。幕末の慶応4年（1868年）1月の鳥羽・伏見の戦いにおいて洋式の幕府歩兵隊の連隊長として戦死した佐久間信久は佐久間信盛の子孫という。
その他、初代飯山藩主の佐久間安政の子孫系統に信濃松代藩士・佐久間象山がおり幕末から明治前期の偉人達(勝海舟、吉田松陰、高杉晋作、坂本龍馬、他多数)に大きな影響を残した。

## 主な人物

### 鎌倉時代
- 佐久間家盛(?-?)承久の乱で功績があり上総国夷隅郡と尾張国御器所を賜る。戦国時代、尾張国御器所が佐久間氏の根拠地となった。家盛は鎌倉幕府侍所別当の和田義盛の曾孫。和田義盛→和田常盛(嫡男)→佐久間朝盛(嫡男)→佐久間家盛(嫡男)。[要出典]

### 戦国時代、安土桃山時代
- 佐久間(大学允)盛重(？-1560年) 桶狭間の戦いの前哨戦で丸根砦を守備し討死、一族の総領[6]。
- 佐久間信盛(1528年-1582年) 信長の重臣筆頭。石山本願寺の攻略を担当する。大学允盛重の後を継ぎ一族の総領[6]となるも後に追放される。
- 佐久間信栄(1556年-1632年) 信盛の嫡子。旗本佐久間家の祖となった。
- 佐久間盛政(1554年-1583年) 「鬼玄蕃」の異名で知られる猛将。賤ヶ岳の戦いで中川清秀を討ち取るも敗死。
- 佐久間安政(1555年-1627年) 後に信濃飯山藩3万石の藩祖となった。
- 佐久間勝之(1568年-1634年) 後に信濃長沼藩1万8,000石の藩祖となった。
- 佐久間実勝(1570年-1642年)佐久間将監の名で知られる。茶道・宗可流の開祖。[要出典]

### 江戸時代
- 佐久間左京(1581年-1658年)信盛の子孫で狩野派の絵師、伊達政宗に認められ仙台藩の初代お抱え絵師となる。[要出典]
- 佐久間信就(1646年-1725年) 信盛の子孫で旗本(1,200石)。堺奉行や長崎奉行などを歴任。
- 佐久間信房(1650年-1722年) 信盛の子孫で旗本(1,000石)。目付、駿府町奉行、鑓奉行などを歴任。
- 佐久間信尹(1732年-1796年) 信盛の子孫で旗本(800石)。御徒歩頭などを勤めた。
- 佐久間信近(1756年-？) 信盛の子孫で旗本(蔵米300俵)。大番組頭、御徒歩頭、目付などを歴任。
- 佐久間安長(1611年-1632年) 信濃飯山藩2代目藩主。
- 佐久間安次(1630年-1638年) 信濃飯山藩3代目藩主。無嗣断絶。
- 佐久間勝友(1616年-1642年) 信濃長沼藩2代目藩主。
- 佐久間勝豊(1635年-1685年) 信濃長沼藩3代目藩主。
- 佐久間勝親(1669年-1691年) 信濃長沼藩4代目藩主。不敬断絶。
- 佐久間盛遠(1662年-1720年) 長沼藩佐久間家の分家で旗本になった佐久間家の祖。

## 系譜

### 長嗣系
佐久間信栄（正勝）の次男・長興（助九郎）の子孫を称するが、『寛政重修諸家譜』には信栄の子として長興なる人物は記録されていない。